# La Paz Robles
La Paz Robles, auch kurz La Paz, ist eine Gemeinde (municipio) im Departamento Cesar in Kolumbien. La Paz Robles gehört zur Metropolregion von Valledupar, der Metropolregion Valledupar.

## Geographie
La Paz Robles liegt im Norden vom Departamento del Cesar 12 km von Valledupar entfernt auf einer Höhe von 165 Metern und hat eine Durchschnittstemperatur von 11 bis 37 °C. An die Gemeinde grenzen im Norden La Jagua del Pilar in La Guajira, im Nordosten Manaure, im Osten der Bundesstaat Zulia in Venezuela, im Süden Agustín Codazzi, im Südwesten El Paso, im Westen San Diego und im Nordwesten Valledupar.

## Bevölkerung
Die Gemeinde La Paz Robles hat 23.025 Einwohner, von denen 15.271 im städtischen Teil (cabecera municipal) der Gemeinde leben. In der Metropolregion leben 594.677 Menschen (Stand: 2019). Der Osten der Gemeinde in der Nähe der Serranía del Perijá wird bewohnt vom indigenen Volk der Yukpa.

## Geschichte
La Paz wurde 1775 von Rinderhaltern der Region gegründet. Das Departamento del Magdalena gründete 1888 die Gemeinde Espíritu Santo (das heutige Agustín Codazzi), zu dem La Paz gehörte. 1936 wurde die Gemeinde zu Ehren von Luis Rafael Robles in Robles umbenannt und der Sitz der Gemeinde nach La Paz verlegt. Als das Departamento del Cesar 1967 gegründet wurde, blieb La Paz Sitz der Gemeinde gleichen Namens.

## Wirtschaft
Die wichtigsten Wirtschaftszweige von La Paz Robles sind Rinderproduktion, die Herstellung von Almojábanas (Käse-Mais-Brötchen) und Landwirtschaft (Kaffee, Zwiebeln und Kakao).